# Miara Lebesgue’a
Miara Lebesgue’a (czyt. „lebega”) – pojęcie teorii miary uogólniające pojęcia długości, pola powierzchni i objętości (np. wg Jordana). Historycznie pojęcie miary (nazywanej dziś miarą Lebesgue’a) pochodzi z pracy Henriego Lebesgue’a, dotyczącej rozszerzenia pojęcia całki na klasy funkcji określonych także na innych zbiorach niż przedziały domknięte (tzw. całka Lebesgue’a).
Miara Lebesgue’a to jedyna miara, która jest jednocześnie:
- zupełna;
- wewnętrznie regularna;
- niezmiennicza na przesunięcia (zob. Własności);
- borelowska (określona na σ-ciele zawierającym wszystkie otwarte podzbiory przestrzeni);
- przypisuje miarę jednostkową (równą jeden 1) jednostkowej kostce wielowymiarowej.

Rodzina podzbiorów przestrzeni euklidesowej, dla których sensowne jest określenie miary Lebesgue’a, nie może być opisana w sposób jawny. Elementy tej rodziny tworzą σ-ciało nazywane σ-ciałem zbiorów mierzalnych w sensie Lebesgue’a. Ewentualne istnienie zbiorów niemierzalnych w sensie Lebesgue’a ma podłoże teoriomnogościowe. Mówiąc wprost, zależy to od przyjętego rozszerzenia aksjomatyki Zermela-Fraenkla (zob. Zbiory niemierzalne).

## Motywacja
Miary stanowią uogólnienie długości, pola powierzchni i objętości, a przy tym okazują się one przydatne do mierzenia bardziej abstrakcyjnych i nieregularnych zbiorów niż przedziały czy kule w trójwymiarowej przestrzeni euklidesowej. Jednym z pierwszych problemów, które stawiała sobie teoria miary, było pytanie o to, czy istnieje miara {\displaystyle m} o następujących własnościach:
1. {\displaystyle m} jest określona dla wszystkich podzbiorów prostej rzeczywistej, to znaczy dziedziną {\displaystyle m} jest zbiór potęgowy zbioru liczb rzeczywistych,
2. dowolny przedział liczb rzeczywistych {\displaystyle [a,b]} ma miarę {\displaystyle b-a,}
3. miara przesunięcia dowolnego podzbioru o ustalony wektor (w prawo lub w lewo) jest taka sama jak miara zbioru, który jest przesuwany (innymi słowy, miara {\displaystyle m} jest niezmiennicza na przesunięcia).

Pod założeniem aksjomatu wyboru (bądź niektórych z jego słabszych form, na przykład twierdzenia o ideale pierwszym) nie istnieje miara {\displaystyle m} spełniająca te warunki 1. 2. i 3.
Przy użyciu miary zewnętrznej Lebesgue’a (tj. nieujemnej, σ-podaddytywnej funkcji zbiorów {\displaystyle m^{*},} określonej na zbiorze wszystkich podzbiorów prostej, która spełnia warunki 2. i 3.) można skonstruować (metodą pochodzącą od Carathéodory’ego) miarę zupełną (tj. nieujemną funkcję σ-addytywną o tej własności, że podzbiór każdego zbioru, któremu funkcja ta przypisuje wartość 0, jest również mierzalny), określoną na pewnej rodzinie podzbiorów prostej, która również spełnia warunki 2. i 3. (nazywaną miarą Lebesgue’a).

## Przegląd konstrukcji
Konstrukcja przy użyciu twierdzenia Carathéodory’ego
Niech {\displaystyle d} będzie ustaloną dodatnią liczbą całkowitą. D-wymiarową objętością {\displaystyle d}-wymiarowego przedziału
{\displaystyle P=[a_{1},b_{1}]\times [a_{2},b_{2}]\times \ldots \times [a_{d},b_{d}]}
gdzie {\displaystyle b_{i}\geqslant a_{i},} nazywana jest liczba
{\displaystyle \operatorname {vol} _{d}(P)=(b_{1}-a_{1})\cdot (b_{2}-a_{2})\cdot \ldots \cdot (b_{d}-a_{d}).}
Dla dowolnego zbioru {\displaystyle A\subseteq \mathbb {R} ^{d}} można skonstruować miarę zewnętrzną {\displaystyle \lambda ^{*}(A)} wyznaczoną przez funkcję {\displaystyle {\rm {{vol}_{d},}}} nazywaną miarą zewnętrzną Lebesgue’a:
{\displaystyle \inf {\Bigg \{}\sum _{B\in {\mathcal {C}}}\operatorname {vol} _{d}(B)\colon {\mathcal {C}}} jest przeliczalnym zbiorem przedziałów, których suma pokrywa {\displaystyle A{\Bigg \}}.}
O zbiorze {\displaystyle A} mówi się, że jest mierzalny w sensie Lebesgue’a, jeżeli jest on mierzalny w sensie Carathéodory’ego (spełnia warunek Carathéodory’ego) względem {\displaystyle \lambda ^{*},} tzn. dla każdego zbioru {\displaystyle S\subseteq \mathbb {R} ^{d}} zachodzi:
{\displaystyle \lambda ^{*}(S)=\lambda ^{*}(S\cap A)+\lambda ^{*}{\big (}S\cap (\mathbb {R} ^{d}\setminus A){\big )}.}
Z twierdzenia Carathéodory’ego wynika, że {\displaystyle \lambda ^{*}} obcięta do rodziny zbiorów spełniających warunek Carathéodory’ego jest miarą zupełną – miara ta nazywana jest miarą Lebesgue’a w przestrzeni {\displaystyle \mathbb {R} ^{d}.}
Konstrukcja Lebesgue’a
W oryginalnej konstrukcji Lebesgue’a i jej wariantach wraz z niezbędnymi zmianami (a wśród nich, w nakreślonej wyżej konstrukcji Carathéodory’ego) nie korzysta się z jakiejkolwiek teorii całkowania. Operuje się jedynie na funkcjonałach określonych na podzbiorach zbioru potęgowego, a dopiero mając do dyspozycji miarę buduje się teorię całkowania funkcji.
Konstrukcja reprezentacyjna
Dowód twierdzenia Riesza o reprezentacji sugeruje inne podejście. Rozpoczyna się od prostszej teorii całki (zwykle całki Riemanna), która umożliwia całkowanie szczególnie prostej klasy funkcji, funkcji ciągłych na nośniku zwartym. Wychodząc od tych funkcji określa się miarę zbiorów otwartych, klasy zbiorów bogatszych niż prostopadłościany, lecz mniejszych niż klasa zbiorów borelowskich; następnie rozszerza się tę teorię miary do σ-ciała zbiorów mierzalnych w sensie Lebesgue’a w analogiczny sposób jak w dowodzie Lebesgue’a, lecz łatwiejszy technicznie. Dalsza konstrukcja ogólnej całki z miary przebiega identycznie jak w poprzedniej konstrukcji.
Konstrukcja Younga-Daniella
Trzecie podejście, zapoczątkowane przez Williama H. Younga i wznowione przez Percy’ego Daniella, polega na konstrukcji teorii całki Lebesgue’a bez uciekania się do ogólnej teorii miary, mianowicie przez operowanie funkcjonałami określonymi dla odpowiednich rodzin funkcji (funkcji półciągłych), a następnie uzyskanie konstrukcji miary niejako przy okazji konstrukcji całki.

## Własności
Z definicji miary:
- jeżeli {\displaystyle A} jest mierzalny, to mierzalne jest też jego dopełnienie;
- {\displaystyle \lambda (A)\geqslant 0} dla każdego zbioru mierzalnego {\displaystyle A;}
- jeżeli {\displaystyle A} jest sumą przeliczalnie wielu rozłącznych podzbiorów mierzalnych w sensie Lebesgue’a, to {\displaystyle A} też jest mierzalny w sensie Lebesgue’a i {\displaystyle \lambda (A)} jest równa sumie (skończonej bądź nieskończonej) miar tych zbiorów mierzalnych;
- jeżeli {\displaystyle A} oraz {\displaystyle B} są zbiorami mierzalnymi w sensie Lebesgue’a, przy czym {\displaystyle A} jest podzbiorem {\displaystyle B,} to {\displaystyle \lambda (A)\leqslant \lambda (B)} (konsekwencja trzech powyższych);
- przeliczalne sumy oraz przekroje zbiorów mierzalnych w sensie Lebesgue’a są mierzalne w sensie Lebesgue’a; nie wynika to z powyższych własności, gdyż rodzina zamknięta ze względu na dopełnienia i przeliczalne sumy rozłączne nie musi być zamknięta ze względu na przeliczalne sumy: {\displaystyle {\big \{}\varnothing ,\{1,2,3,4\},\{1,2\},\{3,4\},\{1,3\},\{2,4\}{\big \}}.}

Z konstrukcji:
- jeżeli {\displaystyle A} jest iloczynem kartezjańskim przedziałów {\displaystyle I_{1}\times I_{2}\times \ldots \times I_{d}} (innymi słowy: jest przedziałem wielowymiarowym), to {\displaystyle A} jest mierzalny w sensie Lebesgue’a oraz {\displaystyle \lambda (A)=|I_{1}|\cdot |I_{2}|\dots |I_{n}|,} gdzie {\displaystyle |I|} oznacza długość przedziału {\displaystyle I;}
- każdy zbiór borelowski (a więc w szczególności zbiór otwarty lub zbiór domknięty) w przestrzeni euklidesowej jest mierzalny w sensie Lebesgue’a;
- miara Lebesgue’a jest lokalnie skończona i wewnętrznie regularna, jest więc miarą Radona;
- każdy podzbiór zbioru miary zero Lebesgue’a jest mierzalny (a więc również miary zero). Innymi słowy, miara Lebesgue’a jest miarą zupełną.
- jeżeli {\displaystyle A} jest zbiorem mierzalnym oraz {\displaystyle \delta >0} i {\displaystyle x_{0}} jest dowolnym punktem, to zbiory {\displaystyle \delta A=\{\delta x\colon x\in A\}} i {\displaystyle A+x_{0}=\{a+x_{0}\colon a\in A\}} są również mierzalne oraz są miary, odpowiednio, {\displaystyle \delta ^{d}\lambda (A)} i {\displaystyle \lambda (A).} Ogólniej, jeśli {\displaystyle T\colon \mathbb {R} ^{d}\to \mathbb {R} ^{d}} jest przekształceniem liniowym, to obraz {\displaystyle T(A)} jest mierzalny oraz jest miary {\displaystyle |\det T|\lambda (A).}
- każdy analityczny i koanalityczny podzbiór przestrzeni euklidesowej jest mierzalny w sensie Lebesgue’a.
- miara Lebesgue’a w przestrzeni {\displaystyle \mathbb {R} ^{d}} jest σ-skończona bo, na przykład,

{\displaystyle \mathbb {R} ^{d}=\bigcup _{n=1}^{\infty }~[-n,n]^{d}.}
Dla dowolnego zbioru {\displaystyle A\subset \mathbb {R} } prawdziwe są zdania:
- dla prawie wszystkich {\displaystyle x\in A}
{\displaystyle \lim _{k\to 0^{+}}{\frac {\lambda ^{*}{\big (}A\cap (x,x+k){\big )}}{k}}=\lim _{k\to 0^{+}}{\frac {\lambda ^{*}{\big (}A\cap (x-k,x){\big )}}{k}}=1;}
- jeżeli {\displaystyle A} jest mierzalny, to dla prawie wszystkich {\displaystyle x\notin A}
{\displaystyle \lim _{k\to 0^{+}}{\frac {\lambda ^{*}{\big (}A\cap (x,x+k){\big )}}{k}}=\lim _{k\to 0^{+}}{\frac {\lambda ^{*}{\big (}A\cap (x-k,x){\big )}}{k}}=0.}

Są to jednowymiarowe wersje twierdzenia Lebesgue’a o punktach gęstości.

## Zbiory niemierzalne
Pod założeniem aksjomatu wyboru istnieją niemierzalne podzbiory prostej. Giuseppe Vitali udowodnił w 1905 roku, że pod założeniem aksjomatu wyboru istnieje niemierzalny (w sensie Lebesgue’a) podzbiór prostej (tzw. zbiór Vitalego). Innym „przykładem” zbioru niemierzalnego jest zbiór Bernsteina. Prawdziwe jest również zdanie ogólniejsze: każdy mierzalny podzbiór przestrzeni euklidesowej miary dodatniej zawiera podzbiór niemierzalny. Istnienie i natura zbiorów niemierzalnych są częstym przedmiotem badań w opisowej teorii mnogości. Następujące dwa twierdzenia są przykładami pytań rozważanych w tym kontekście:
Twierdzenie (Sierpiński, 1920)
Istnieją takie podzbiory {\displaystyle X} i {\displaystyle Y} zbioru liczb rzeczywistych, że zbiór
{\displaystyle X+Y=\{x+y\colon \,x\in X,y\in Y\}}
jest niemierzalny.
Twierdzenie (Cichoń-Morayne-Rałowski-Ryll-Nardzewski-Żeberski, 2001)
Istnieje taki podzbiór {\displaystyle T} zbioru Cantora {\displaystyle C} zawartego w przedziale {\displaystyle [0,1],} że zbiór {\displaystyle T+C} jest niemierzalny.
Stefan Banach rozważał problem możliwości rozszerzenia miary Lebesgue’a do rodziny wszystkich podzbiorów zbioru liczb rzeczywistych bądź znalezienia miary, która zachowa pewne własności miary Lebesgue’a i będzie określona dla każdego podzbioru prostej. W szczególności Banach zadał następujące pytanie:
Czy istnieje przeliczalnie addytywna miara mierząca wszystkie podzbiory {\displaystyle \mathbb {R} } znikająca na punktach, tzn. taka, że miara zbioru jednoelementowego jest 0?
W 1929 wraz z Kazimierzem Kuratowskim wykazał on, że przy założeniu hipotezy continuum taka miara nie istnieje. Z drugiej strony, Stanisław Ulam udowodnił na gruncie teorii ZF z aksjomatem wyboru, że jeżeli istnieje liczba rzeczywiście mierzalna, to istnieje również przedłużenie miary Lebesgue’a do miary określonej na rodzinie wszystkich podzbiorów prostej. Rozszerzenie to nie jest niezmiennicze na przesunięcia (tzn. nie spełnia warunku 3.)
Robert M. Solovay udowodnił, że jeśli istnieje liczba mierzalna, to pewne pojęcie forsingu {\displaystyle \mathbb {P} } forsuje pozytywną odpowiedź na pytanie Banacha (tzn. istnienie odpowiedniej miary). Ponadto wykazał on, że jeżeli teoria mnogości ZF jest niesprzeczna, to ma ona model, w którym wszystkie podzbiory prostej są mierzalne w sensie Lebesgue’a.
Bez aksjomatu wyboru nie można udowodnić istnienia zbiorów niemierzalnych i przy pewnych alternatywnych założeniach wszystkie podzbiory prostej mogą być mierzalne. W 1962 polscy matematycy Jan Mycielski i Hugo Steinhaus zaproponowali badania aksjomatu determinacji (AD). Jan Mycielski i Stanisław Świerczkowski wykazali, że przy założeniu AD wszystkie zbiory są mierzalne w sensie Lebesgue’a.
Jeśli istnieje liczba nieosiągalna, to istnieje model teorii mnogości w którym wszystkie rzutowe podzbiory prostej są mierzalne w sensie Lebesgue’a. Saharon Szelach wykazał, że założenie istnienia liczby nieosiągalnej jest konieczne: mierzalność wszystkich zbiorów klasy {\displaystyle \Sigma _{3}^{1}} implikuje, że {\displaystyle \omega _{1}} jest liczbą nieosiągalną w uniwersum zbiorów konstruowalnych (Kurta Gödla).

## Związki z innymi miarami
Miara Jordana
Początkowo w definicji miary wymagano, aby miara zbioru będącego sumą skończenie wielu zbiorów rozłącznych była sumą ich miar, zgodnie z intuicją przedstawioną we Wprowadzeniu (miara Jordana nie jest miarą). Skonstruowanie tego rodzaju miary jest stosunkowo łatwe zarówno dla podzbiorów prostej, jak i podzbiorów płaszczyzny: tę właśnie miarę, nazywaną miarą Jordana, wprowadza się niekiedy w geometrii elementarnej nauczanej w szkołach.
Mimo iż miara Jordana umożliwia zdefiniowanie całki Riemanna, która jest adekwatna do większości zastosowań, to w wielu ważnych wypadkach okazuje się niewystarczająca. Wśród nich można wymienić teorię szeregów Fouriera – trudności napotkane w tej dziedzinie wymusiły przyjęcie współcześnie stosowanej definicji miary zaproponowanej właśnie przez Lebesgue’a. Z określenia miary Lebesgue’a wynika natychmiast, że zbiory mierzalne w sensie Jordana są mierzalne również w sensie Lebesgue’a. Wynikanie nie zachodzi jednak w drugą stronę: przykładem może być zbiór liczb wymiernych z przedziału {\displaystyle [0,1],} który nie jest mierzalny w sensie Jordana, lecz jest mierzalny w sensie Lebesgue’a (jego miara jest równa zeru; zob. funkcja Dirichleta).
Miara borelowska
Miara borelowska pokrywa się z miarą Lebesgue’a na zbiorach, na których jest określona. Wynika to z faktu, iż σ-ciało {\displaystyle {\mathfrak {L}}} zbiorów mierzalnych w sensie Lebesgue’a definiuje się jako σ-ciało {\displaystyle {\mathfrak {B}}} zbiorów borelowskich generowane przez rodzinę zbiorów otwartych (domkniętych) za pomocą dopełnień i przeliczalnych sum względem rozpatrywanej przestrzeni (topologicznej) oraz tworzących σ-ideał {\displaystyle {\mathfrak {N}}} zbiorów miary zero, tzn. zbiorów takich, które mogą być pokryte przedziałami o dowolnie małej łącznej objętości.
Pokazać można, że σ-ciało podzbiorów mierzalnych w sensie Lebesgue przestrzeni {\displaystyle \mathbb {R} ^{n}} pokrywa się z rodziną
{\displaystyle {\mathfrak {L}}:={\big \{}B\triangle N\colon B\in {\mathfrak {B}}\land N\in {\mathfrak {N}}{\big \}},}
gdzie {\displaystyle \triangle } oznacza operację różnicy symetrycznej. Można powiedzieć, że jest to rodzina zbiorów zaniedbywalnie mało różniących się od zbiorów borelowskich; dowodzi się również, że zbiory mierzalne w sensie Lebesgue’a z punktu widzenia miary są niemal otwarte, jak i niemal domknięte.
Dowodzi się, że {\displaystyle {\mathfrak {L}}} jest najmniejszym (w sensie zawierania) σ-ciałem zawierającym {\displaystyle {\mathfrak {B}}} oraz {\displaystyle {\mathfrak {N}}.} Ponadto
{\displaystyle {\mathfrak {L}}={\big \{}G\triangle L\colon L\in {\mathfrak {L}}\land G} jest zbiorem typu Gδ{\displaystyle {\big \}}={\big \{}F\triangle L\colon L\in {\mathfrak {L}}\land F} jest zbiorem typu Fσ{\displaystyle {\big \}}.}
Istnieje dużo więcej zbiorów mierzalnych w sensie Lebesgue’a niż zbiorów mierzalnych borelowsko. Klasa {\displaystyle {\mathfrak {B}}} jest znacznie węższa od klasy {\displaystyle {\mathfrak {L}},} gdyż przestrzeń {\displaystyle \mathbb {R} ^{d}} zawiera zbiory miary zero mocy continuum, zaś rodzina wszystkich podzbiorów takiego zbioru jest mocy wyższej niż continuum. Ponieważ {\displaystyle {\mathfrak {B}}} jest mocy continuum, to przestrzeń ta zawiera podzbiory nieborelowskie miary zero (podobnie można argumentować, że istnieją zbiory miary zero, które nie są analityczne czy też koanalityczne).
Miara borelowska jest niezmiennicza ze względu na przesunięcia, ale nie jest zupełna.
Miara Haara
Miarę Haara można zdefiniować na lokalnie zwartej grupie topologicznej; jest ona uogólnieniem miary Lebesgue’a (w szczególności {\displaystyle \mathbb {R} ^{d}} z dodawaniem jest grupą lokalnie zwartą).
Miara Hausdorffa
Miara Hausdorffa jest uogólnieniem miary Lebesgue’a pomocnym w mierzeniu podzbiorów {\displaystyle \mathbb {R} ^{d}} wymiarów niższych niż {\displaystyle d,} jak podrozmaitości, np. powierzchnie, czy krzywe w {\displaystyle \mathbb {R} ^{3},} czy fraktale. Nie należy mylić miary Hausdorffa z odrębnym pojęciem wymiaru Hausdorffa.

## Przypadek nieskończenie wymiarowy
Gdy {\displaystyle X} jest nieskończenie wymiarową przestrzenią unormowaną, to skonstruowanie na niej miary o analogicznych własnościach do miary Lebesgue’a okazuje się niemożliwe. Dokładniej: nie istnieje taka nietrywialna miara {\displaystyle \mu } określona na pewnej σ-algebrze podzbiorów {\displaystyle X} (zawierającej zbiory otwarte), która byłaby:
- niezmiennicza ze względu na przesunięcia, tj. dla każdego punktu {\displaystyle x\in X} i zbioru mierzalnego {\displaystyle A} zachodziłoby

{\displaystyle \mu (A)=\mu (x+A),}
- lokalnie skończona, czyli każdy punkt przestrzeni {\displaystyle X} miałby otoczenie skończonej miary,
- ściśle dodatnia, tzn. każdy niepusty zbiór otwarty miałby dodatnią miarę[11].

W pewnym sensie nieistnienie tego typu porządnych obiektów w przypadku nieskończeniewymiarowym oddaje głębokie różnice w geometrii przestrzeni skończonego i nieskończonego wymiaru. Na przestrzeniach tych można jednak rozpatrywać inne naturalne miary, na przykład miary gaussowskie.